# Bruxelles (stație de metrou)
Bruxelles este o stație proiectată a metroului din București. Se va afla în orașul Otopeni, la nord de Centura București, lângă pasajul rutier. Termenul estimat de punere în funcțiune era a doua jumătate a anului 2021.
În februarie 2023 lucrările de construcție a stației încă nu începuseră.